# NGC 5608
NGC 5608 је галаксија у сазвежђу Волар која се налази на NGC листи објеката дубоког неба.
Деклинација објекта је + 41° 46' 32" а ректасцензија 14h 23m 17,6s. Привидна величина (магнитуда) објекта NGC 5608 износи 13,4 а фотографска магнитуда 14,0. Налази се на удаљености од 12,7000 милиона парсека од Сунца. NGC 5608 је још познат и под ознакама UGC 9219, MCG 7-30-9, CGCG 220-12, KARA 627, PGC 51396.